# Kost
Kost (lat.: "Os"), ili koštano tkivo jest povezivno tkivo koje podupire tjelesnu strukturu, a nalazi se kod većine životinja. Sve kosti u ljudskom tijelu zajedno čine ljudski kostur a zajedno s mišićima kosti čine sustav organa za kretanje. Čvrsti su dijelovi tijela. Između epifize i dijafize nalaze se zone rasta. Na tim zonama kost raste u dužinu dok okoštavanjem dijafize raste u širinu. Kost u dužinu raste do između 16. i 23. godine, a poslije toga samo u širinu, okoštavanjem (npr. kosti lubanje i lica). 

## Građa, podjela i sastav kosti
Kosti dijelimo prema obliku i veličini. Cjevaste ili duge kosti izgrađuju većinu kostiju udova. Plosnate kosti izgrađuju lubanju, zdjelicu i lopaticu, a kratke kosti kralježnicu, šake i stopala. Kosti su međusobno povezane pokretljivim zglobovima i mišićima tako da mogu pokrenuti tijelo brzinom do 45 km/h. Kosti su čvrste i jake, šuplje unutrašnjosti, stoga nisu teške te čine samo 14% naše ukupne tjelesne mase (lakše su od mišića). Kosti nisu mrtve tvari u našem organizmu, pa se zato obnavljaju kad se prelome. Ljudski kostur ima 206 kostiju.

### Građa kosti
- Čvrsto koštano tkivo prožeto je kanalićima oko kojih su kružno poredane koštane stanice, koje u međustanični prostor izlučuju kalcij i fosfor što kostima daje čvrstoću. Kanalićima prolaze krvne žile i živci.

- Hrskavica je glatka i čvrsta savitljiva nadopuna kostima a smanjuje trenje u zglobu.
- Spužvasto koštano tkivo jest koštano tkivo ispunjeno šupljinama i išarano malim potpornjima koji čine kosti jakima, ali ne i preteškima.

- Pokosnica obavija kost i čvrsto prirasta uz nju. Građena je od posebnog vezivnog tkiva.

- Koštane srži su cijevaste šupljine dugih kostiju i šupljine u spužvastom tkivu ispunjene su koštanom srži koja proizvodi većinu krvnih stanica.

## Sastav kosti
Kosti su aktivno živo tkivo u tijelu. Građene su od koštanih stanica međusobno povezanih nastavcima. Izgrađuje ih bjelančevina osein (25% kosti), 10% kostiju čini voda. Kosti imaju krvne žile koje ulaze i izlaze iz njih, opskrbljujući ih kisikom i hranjivim tvarima a oslobađaju ih štetnih tvari. Određene kosti sadrže srž koja proizvodi krvne stanice. Sve kosti imaju živce kojima osjećamo pritisak i bol. K tome, kosti su građene od minerala (pretežito kalcija) i drugih kemijskih tvari koje kosti čine tvrdima i krutima (oko 65%). Te krute tvari stanice izlučuju u međustanični prostor. Dogodi li se da drugim organima treba kalcija, tada kalcij iz kostiju "odlazi" u organe kojima je potrebniji (npr. u trudnoći ili pri živčanoj napetosti).

## Bolesti kosti
Novotvorine kosti poput sarkoma:
- Gigantocelularni tumor je tumor kosti kojeg karakteriziraju multinuklearne divovske stanice koje podsjećaju na osteoklaste.
- Ewingov sarkom je rijedak zloćudni tumor čije se tumorske stanice mogu naći u kostima ili mekom tkivu.